# Berkesy László
Berkesy László (Nagyvárad, 1897. szeptember 4. – Szeged, 1967. augusztus 25.) orvos, belgyógyász, röntgenológus, egyetemi tanár.

## Életpályája
Szülei: Berkesy Márton (1861-?) és Tanay Emilia voltak. Középiskoláját a kolozsvári református gimnáziumban végezte el. Orvosi tanulmányait a kolozsvári, a budapesti és a szegedi egyetemen végezte el; orvosi oklevelet 1923-ban Szegeden kapott. 1923–1932 között a Szegedi Egyetem Belgyógyászati Klinikáján dolgozott. 1933-ban magántanári képesítést szerzett. 1933–1949 között a Belgyógyászati Diagnosztikai Klinikáján volt orvos. 1945-ben címzetes nyilvános rendkívüli tanár lett. 1950–1959 között a I. sz. Belgyógyászati Klinikán praktizált. 1952-ben docens lett. 1959–1965 között a Röntgen Klinikán dolgozott.
Kutatási területe a fertőző betegségek, a röntgendiagnosztika és a gasztroenterológia volt. Sírja Szegeden, a Belvárosi temetőben található.

## Művei
- Fertőzéses syndromák (in: Purjesz Béla: A belgyógyászat és határterületeinek syndromái, Budapest, 1965)